# W-KEYAKI FES.
『W-KEYAKI FES.』（ダブリューケヤキフェス）は、日本の女性アイドルグループ・櫻坂46及び日向坂46が、2021年から2022年までの間、富士急ハイランド内にあるコニファーフォレストにて開催していたライブイベント。通称は、ケヤフェス、WKF。

## 概要
2021年と2022年の2回、櫻坂46及び日向坂46の合同ライブイベントとして開催された。2021年の初回開催時、櫻坂46と日向坂46による合同ライブの開催を記念して、会場となる富士急ハイランドにおいて、記念碑の設置と両グループに所縁のあるケヤキの植樹が実施されている。1年目の『W-KEYAKI FES. 2021』は、1日ずつの各グループ単独公演の後、3日目には両グループが揃って合同でライブを行うという形式であったが、2年目の『W-KEYAKI FES. 2022』は、各グループ2日ずつの単独ライブを行う形式が採られた。2023年4月13日、両グループ公式サイトにて、『W-KEYAKI FES.』は2023年をもって「発展的に解消」することで今後開催されないことが発表されている。
両グループの関係を見ると、2019年まで日向坂46はけやき坂46の名称で活動しており、これは櫻坂46の前身である欅坂46のアンダーグループとして結成されたグループであったという繋がりがある。欅坂46とけやき坂46の両グループは、『欅共和国』という合同ライブイベントを実施していたが、2019年2月11日にけやき坂46が日向坂46に改名し、欅坂46から独立したため、『欅共和国』は合同ライブイベントとしての役割を終えていた。さらに、2020年10月14日には、欅坂46が櫻坂46に改名したことにより、『欅共和国』の開催自体も終了していた。その後、この後継イベントとして開催されたのが『W-KEYAKI FES.』となる。

## COVID-19の流行による影響

### 収容人数の制限 (2021年)
COVID-19の蔓延予防策として、厚生労働省が提示しているガイドラインに準じ、全席指定席かつ、収容人数を制限して開催した。また、日本音楽制作者連盟、日本音楽事業者協会及び、コンサートプロモーターズ協会が策定したガイドラインに準じ、様々な感染症対策も施された。
　

### 櫻坂46の公演延期 (2022年)
開催初日となる2022年7月21日、櫻坂46のメンバー複数名がCOVID-19に罹患したことが確認されたため、7月22日・24日に行われる予定であった櫻坂46による公演を中止することが発表された。日向坂46による公演は通常通りに開催されたほか、後述の付随するイベントについては予定通り行われた。その後、8月19日・20日の2日間、中止した公演の振替を実施している。なお、7月24日に予定されていた櫻坂46による公演において、原田葵と尾関梨香の卒業セレモニーが実施される予定であったが、これは8月20日の振替公演にて実施された。

## 開催歴
| タイトル           | 開催日                                                                 | 生配信日                               | 出典          |
| ------------------ | ---------------------------------------------------------------------- | -------------------------------------- | ------------- |
| W-KEYAKI FES. 2021 | 2021年 7月9日 - 11日                                                   | 2021年 7月9日 - 11日                   | [ 20 ] [ 21 ] |
| W-KEYAKI FES. 2022 | 2022年 7月21日 7月22日（延期） 7月23日 7月24日（延期） 8月19日 8月20日 | 2022年 7月23日 7月24日（延期） 8月20日 | [ 4 ] [ 21 ]  |

## W-KEYAKI FES. 2021
『W-KEYAKI FES. 2021』（ダブリューケヤキフェス2021）は、日本の女性アイドルグループ・櫻坂46及び日向坂46が、2021年に富士急ハイランド内にあるコニファーフォレストにて開催したライブイベント。
櫻坂46による公演を7月9日、日向坂46による単独公演を7月10日に行い、最終日となる7月11日に両グループによる合同公演が行われた。櫻坂46と日向坂46による合同ライブイベントの開催は、両グループが改名されて以降は初めてのことであった。全日程において、9つの配信サービスからのストリーミング配信が実施されている。
本公演の開催は、2021年5月29日に発表された。

### 7月9日 (櫻坂46の単独公演)
櫻坂46は2020年10月14日のグループ改名後、初の全メンバーが揃う有観客ライブとなった。2021年5月7日より活動を休止していた尾関梨香は1日目公演の出演を以って活動を再開した。櫻坂46が富士急ハイランド コニファーフォレストでライブを催すのは、欅坂46時代の2019年7月に開催された『欅共和国2019』以来、約2年ぶりのことである。
パフォーマンス中に、山﨑天が櫻坂46のファンを「Buddies」と命名した。ライブ終盤に、グループが改名されてから初めての全国ツアー『櫻坂46 全国アリーナツアー2021』の開催が発表された。

#### 出演者
- 櫻坂46 [24][29]
  - 1期生：上村莉菜、尾関梨香、小池美波、小林由依、齋藤冬優花、菅井友香、土生瑞穂、原田葵、守屋茜、渡辺梨加、渡邉理佐
  - 2期生：井上梨名、遠藤光莉、大園玲、大沼晶保、幸阪茉里乃、関有美子、武元唯衣、田村保乃、藤吉夏鈴、増本綺良、松田里奈、森田ひかる、守屋麗奈、山﨑天

#### セットリスト
ライブのセットリストは以下の通りである。
1. Overture
2. Nobody's fault
3. Microscope
4. 半信半疑
5. 君と僕と洗濯物
6. 偶然の答え
7. 最終の地下鉄に乗って
8. Plastic regret
9. 思ったよりも寂しくない
10. ブルームーンキス
11. それが愛なのね
12. なぜ 恋をして来なかったんだろう？
13. Buddies
14. BAN
15. 櫻坂の詩

### 7月10日 (日向坂46の単独公演)
日向坂46は2019年2月11日のグループ改名及び独立後、初めてとなる富士急ハイランド コニファーフォレストでのライブとなり、けやき坂46時代を含めて初の同会場での単独ライブ開催となった。さらに、日向坂46として単独で野外ライブを行うのも初めてとなった。2021年3月27日に開催された『～MEMORIAL LIVE：2回目のひな誕祭～』 では、746名の観客席が設けられライブを行ったが、日向坂46が正式に観客動員をしてライブを催すのは2020年2月4日に開催された『日向坂46×DASADA LIVE＆FASHION SHOW』以来、約1年5ヶ月ぶりとなった。なお、体調不良のため活動休止中の小坂菜緒は出演を見合わせたほか、2021年6月19日まで療養のため活動を休止していた佐々木美玲は本公演内で活動再開を報告し、参加曲を限定しての出演となった。
ライブ終盤に、日向坂46としては初となる全国ツアー『日向坂46 全国アリーナツアー2021』の開催を発表した。

#### 出演者
- 日向坂46 [29][24]
  - 1期生：潮紗理菜、影山優佳、加藤史帆、齊藤京子、佐々木久美、佐々木美玲、高瀬愛奈、高本彩花、東村芽依
  - 2期生：金村美玖、河田陽菜、富田鈴花、丹生明里、濱岸ひより、松田好花、宮田愛萌、渡邉美穂
  - 3期生：上村ひなの、髙橋未来虹、森本茉莉、山口陽世

#### セットリスト
ライブのセットリストは以下のとおりである。
1. Overture
2. 君しか勝たん
3. ドレミソラシド[注 4]
4. キュン[注 5]
5. ソンナコトナイヨ[注 6]
6. 声の足跡
7. Right?
8. 世界にはThank you!が溢れている
9. どうする？どうする？どうする？
10. 膨大な夢に押し潰されて
11. My fans
12. アザトカワイイ
13. 青春の馬[注 7]
14. 誰よりも高く跳べ！ 2020
15. JOYFUL LOVE[注 8][注 9]
16. 約束の卵 2020

### 7月11日 (櫻坂46・日向坂46の合同公演)

#### 出演
- 櫻坂46 [29][40]
  - 1期生：上村莉菜、尾関梨香、小池美波、小林由依、齋藤冬優花、菅井友香、土生瑞穂、原田葵、守屋茜、渡辺梨加、渡邉理佐
  - 2期生：井上梨名、遠藤光莉、大園玲、大沼晶保、幸阪茉里乃、関有美子、武元唯衣、田村保乃、藤吉夏鈴、増本綺良、松田里奈、森田ひかる、守屋麗奈、山﨑天
- 日向坂46 [29][40]
  - 1期生：潮紗理菜、影山優佳、加藤史帆、齊藤京子、佐々木久美、佐々木美玲、高瀬愛奈、高本彩花、東村芽依
  - 2期生：金村美玖、河田陽菜、富田鈴花、丹生明里、濱岸ひより、松田好花、宮田愛萌、渡邉美穂
  - 3期生：上村ひなの、髙橋未来虹、森本茉莉、山口陽世

#### セットリスト
ライブのセットリストは以下の通りである。
1. 櫻坂  それが愛なのね
2. 櫻坂  なぜ 恋をして来なかったんだう？
3. 日向  ドレミソラシド[注 4]
4. 日向坂  ソンナコトナイヨ[注 6]
5. 櫻坂  君と僕と洗濯物
6. 櫻坂  Plastic regret
7. 日向坂  キュン[注 5]
8. 日向坂  アザトカワイイ
9. 櫻坂  偶然の答え
10. 櫻坂  半信半疑
11. 日向坂  膨大な夢に押し潰されて
12. 日向坂  青春の馬[注 7]
13. 櫻坂  ブルームーンキス
14. 櫻坂  思ったよりも寂しくない
15. 日向坂  JOYFUL LOVE[注 8]
16. 日向坂  君しか勝たん
17. 櫻坂  Nobody's fault
18. 日向坂  キツネ[注 10]
19. 櫻坂  Buddies
20. 日向坂  NO WAR in the future 2020
21. 櫻坂  BAN
22. 日向坂  誰よりも高く跳べ！2020
23. 合同  W-KEYAKIZAKAの詩

## W-KEYAKI FES. 2022
『W-KEYAKI FES. 2022』（ダブリューケヤキフェス2022）は、日本の女性アイドルグループ・日向坂46及び櫻坂46が、2022年に富士急ハイランド内にあるコニファーフォレストにて開催したライブイベント。
当初は7月21日・23日に日向坂46、7月22日・24日に櫻坂46の公演が行われる予定であったが、前述の理由で櫻坂46の公演が開催される日程に変更があり、櫻坂46の公演は8月19日・20日に行われている。7月23日の日向坂46による公演、8月20日の櫻坂46による公演では、ストリーミング配信も実施された。
本公演の開催は、2022年5月26日に各グループの公式サイトにて発表されている。

### 7月21日・23日 (日向坂46の単独公演)
7月23日の公演で、全4会場8公演の日向坂46『全国アリーナツアー2022（タイトル仮）』の開催を発表した。

#### 出演者
- 日向坂46 [10]
  - 1期生：潮紗理菜、影山優佳[注 11]、加藤史帆、齊藤京子、佐々木久美、佐々木美玲、高瀬愛奈、高本彩花、東村芽依
  - 2期生：金村美玖、河田陽菜、小坂菜緒、富田鈴花、丹生明里、濱岸ひより、松田好花、宮田愛萌
  - 3期生：上村ひなの、髙橋未来虹、森本茉莉、山口陽世

### 8月19日・20日 (櫻坂46の単独公演)

#### 出演者
- 櫻坂46 
  - 1期生：上村莉菜、尾関梨香、小池美波、小林由依、齋藤冬優花、菅井友香、土生瑞穂
  - 2期生：井上梨名、遠藤光莉、大園玲、大沼晶保、幸阪茉里乃、武元唯衣、田村保乃、藤吉夏鈴、増本綺良、松田里奈、森田ひかる、守屋麗奈、山﨑天
  - 卒業生：原田葵

## 付随イベント

### 2021年

#### W-KEYAKI FES. 2021 開催危機からの脱出
ライブ期間中、富士急ハイランドではSCRAP]が手掛ける『W-KEYAKI FES. 2021 開催危機からの脱出』と題した、体験型謎解きイベントが開催された。両グループのファンクラブ会員向けのイベントであり、櫻坂46と日向坂46それぞれで異なるストーリーが展開された。櫻坂46サイドは菅井友香、日向坂46サイドはグループの公式ペット ポカをメンバーの代わりに探し出すストーリー。

#### メンバーフォトパネル デジタルスタンプラリー
ライブ期間中、富士急ハイランドの敷地内に櫻坂46・日向坂46 全メンバー47名分のフォトパネルが設置された。それぞれのグループのファンクラブ会員がパネルに表示されたQRコードを読み取ると、特設サイト内にスタンプが溜まっていき、グループ全メンバーのQRコードを集めるとプレゼント抽選に応募できる。

#### オフィシャルフード販売
公演会場でオフィシャルフードの販売が行われた。恒例のフードメニューに加えて、ドリンクメニューなどをプラスした、計7種類のラインナップとなった。

#### 富士急行線 特別記念乗車券
富士急ハイランドの最寄り駅である、富士急行線「富士急ハイランド駅」では、本公演開催を記念して特別記念乗車券が配布された。ライブ期間中の3日間、各日1500枚限定の配布となった。

### 2022年

#### さくひな祭
富士急ハイランド内のフードスタジアム前において、「さくひな祭」を2022年7月18日から24日にかけて開催。ゲートや櫓、メンバーの名前が書かれた提灯、常設ステージでの『W-KEYAKI FES. 2021』の写真パネル展示、ユニゾンエアーとのコラボグッズが当たる縁日コーナーなどを実施。

#### 謎解きイベント
2021年に行われた『W-KEYAKI FES. 2021 開催危機からの脱出』に続き、櫻坂46の『W-KEYAKI FES. 2022 時間の止まった世界からの脱出』、日向坂46の『W-KEYAKI FES. 2022 ポカの魔の手？からの脱出』と称した体験型謎解きイベントを7月18日から24日にかけて開催した。謎解きのストーリー制作は2021年に続きSCRAPが担当している。

#### 富士急行線とのコラボ企画
会場へのアクセス鉄道路線である富士急行線では、イベントのロゴ入りヘッドマークを前面に掲げ、車内にポスターを掲示したコラボ列車の運行するほか、観客輸送のため臨時列車を運行。また、富士急ハイランド駅では横断幕や特大ポスターの掲示、富士急行線での来場者に対し記念乗車証（硬券）の配布を実施。